# Херман Санчес
Херман Санчес  (ісп. Germán Sánchez, 24 червня 1992) — мексиканський стрибун у воду, олімпійський медаліст.

## Виступи на Олімпіадах
| Олімпіада   | Дисципліна                | Місце |
| ----------- | ------------------------- | ----- |
| Пекін 2008  | вишка                     | 22    |
| Лондон 2012 | вишка                     | 14    |
| Лондон 2012 | синхронні стрибки з вишки | 2     |
| Ріо 2016    | синхронні стрибки з вишки | 5     |
| Ріо 2016    | вишка                     | 2     |